# Bolsije Bereznyiki
Bolsije Bereznyiki (oroszul: Большие Березники) falu Oroszországban, Mordvinföldön, a Bolsije Bereznyiki-i járás székhelye.
Lakossága: 6393 fő (a 2010. évi népszámláláskor).

## Elhelyezkedése
Mordvinföld délkeleti részén, a Szura (a Volga mellékfolyója) bal partjától kb. 2 km-re, a Ksa torkolatánál fekszik. Távolsága a köztársasági fővárostól, Szaranszktól 60 km, Csamzinka vasútállomásától 30 km. A Szurának ez a szakasza alkotja a határt Mordvinföld és az Uljanovszki terület között. 

## Története
A települést a 17. században alapították, amikor Alekszej Mihajlovics cár ezt a földterületet I. I. Romodanovszkij hercegnek ajándékozta. A 19. században már forgalmas település volt, a malmaiban őrölt gabonát hajón szállították lefelé a folyón Nyizsnyij Novgorodba. 
1935 óta járási székhely. Ipara nem jelentős, elsősorban mezőgazdasági termékek feldolgozására korlátozódik.